# Gilberto della Scala
Gilberto della Scala (... – Verona, 1335) è stato un nobile italiano, figlio naturale di Cangrande I della Scala, signore di Verona.

## Biografia
Ottenne dal padre nel 1328 numerosi feudi appartenuti ai discendenti di Ezzelino III da Romano, a seguito della conquista di Padova da parte del padre. Dopo la morte del genitore nel 1329, si lasciò sedurre dalle lusinghe del suo precettore Francesco da Padova per poter spodestare Alberto e Mastino della Scala dal governo di Verona. Alla congiura partecipò anche il fratellastro Bartolomeo. Scoperto il complotto, i fratelli furono incarcerati e morirono in prigione: Bartolomeo nel 1333 e Gilberto nel 1335. Il suo precettore venne torturato e spogliato dei suoi beni.